# Fredrik Mertens
Håkan Fredrik Mertens, född den 22 december 1962, är en svensk professor och överläkare i klinisk genetik vid Lunds universitet. Mertens disputerade vid Lunds univeritet 1988 med en avhandling om kromosomal instabilitet hos mesenchymala tumörer. Han har deltagit i över 350 studier och citerats över 19 000 gånger med ett h-index på 74. Han är medlem i RCC i samverkans vårdprogramsgrupp för cancersjukdomar i egenskap av adjungerad författare.
Hans forskning har i ungefär 30 års tid fokuserat på sarkom, en relativt ovanlig cancerform som drabbar människor i alla åldersspann. Genom sin forskning har Mertens hjälpt till att definiera flera av de mer än hundra kända undergrupperna inom sjukdomsformen sarkom.

## Utmärkelser
Fredrik Mertens utsågs till Årets cancerforskare 2018 av Cancerfonden med motiveringen att hans forskning fått ”omedelbar klinisk betydelse för en viktig cancerform med stora individuella variationer”.